# Estação Ferroviária de Rossas
A Estação Ferroviária de Rossas foi uma interface da Linha do Tua, que servia a localidade de Santa Comba de Rossas, no concelho de Bragança, em Portugal.

## Descrição
O edifício de passageiros situava-se do lado poente da via (lado direito do sentido ascendente, a Bragança).

### Cume ferroviário de Portugal
A estação de Rossas é a estação portuguesa que se situa à maior altitude de todas, nos 870 m de altitude, sendo que o ponto ferroviário mais alto se encontra no troço entre esta estação e a de Salsas.[carece de fontes?]
Segundo um ferroviário da Linha do Tua ainda no activo no Metro de Mirandela, deste troço existia um ponto onde era visível a chegada do comboio à estação de Miranda - Duas Igrejas, na Linha do Sabor, a quase 45 km de distância.[carece de fontes?]

A altitude e clima locais proporcionam a presença de neve com bastante regularidade todos os anos, o que permitiu várias vezes ao comboio ser o único veículo a conseguir romper os nevões da região.[carece de fontes?]

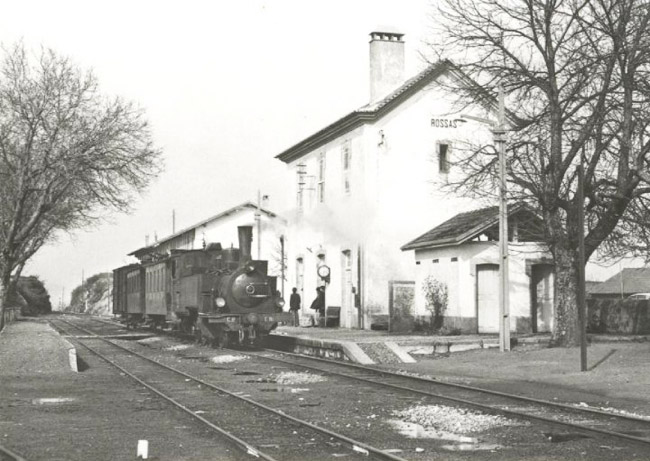
Estação de Rossas no séc. XX.

## História
O lanço da Linha do Tua entre Sendas e Rossas entrou ao serviço em 14 de Agosto de 1906. Em Setembro desse ano, já se tinham iniciado as obras no tramo seguinte, até Bragança, que entrou ao serviço em 1 de Dezembro.
Nos inícios do Século XX, a Companhia Nacional criou um serviço rápido de Bragança a Tua, com paragem em Rossas e noutras estações, de forma a dar ligação ao Comboio Porto-Medina, que percorria a Linha do Douro no seu percurso entre São Bento e a cidade espanhola de Medina del Campo. Em 1939, a Companhia Nacional de Caminhos de Ferro fez obras de restauro nesta estação.
O lanço da Linha do Tua entre Mirandela e Bragança foi encerrado em 15 de Dezembro de 1991.